# Reinga
Reinga là một chi nhện trong họ Amphinectidae. De onderliggende soorten komen voor in New Zealand.

## Onderliggende soorten
- Reinga apica Forster & Wilton, 1973
- Reinga aucklandensis (Marples, 1959)
- Reinga grossa Forster & Wilton, 1973
- Reinga media Forster & Wilton, 1973
- Reinga waipoua Forster & Wilton, 1973